# Colón (departament)
Colón – departament w północnym Hondurasie, nad Morzem Karaibskim. Zajmuje powierzchnię 8875 km². W 2001 roku departament zamieszkiwało ok. 247 tys. mieszkańców.
Składa się z 10 gmin:
- Balfate
- Bonito Oriental
- Iriona
- Limón
- Sabá
- Santa Fé
- Santa Rosa de Aguán
- Sonaguera
- Tocoa
- Trujillo